# 华南冬青
华南冬青（学名：Ilex sterrophylla）为冬青科冬青属的植物，为中国的特有植物。分布在中国大陆的海南、广西、广东等地，生长于海拔1,000米至3,000米的地区，一般生长在山地密林中，目前已由人工引种栽培。